# Thaumatogelis mediterraneus
Thaumatogelis mediterraneus là một loài tò vò trong họ Ichneumonidae.